# フランス語会話
フランス語会話（フランスごかいわ）は、1990年4月から2008年3月までNHK教育テレビジョンで放送されたフランス語の語学番組である。

## 放送時間
- 2007年度
  - 本放送　毎週水曜日23:30～23:55
  - 再放送　毎週土曜日6:00～6:25（本放送では「アンニョンハシムニカ・ハングル講座」のほうが先に放送されるが、再放送ではフランス語会話のほうが先）
- 2005,6年度
  - 本放送　毎週月曜日23:25～23:50
  - 再放送　毎週木曜日6:00～6:25
- 2003,4年度
  - 本放送　毎週月曜日23:30～0:00
  - 再放送　毎週木曜日6:00～6:30
- 2002年度
  - 本放送　毎週木曜日6:40～7:10
  - 再放送　翌週火曜日0:25～0:55　翌週水曜日15:00～15:30
- 1999～2001年度
  - 本放送　毎週木曜日6:40～7:10
  - 再放送　翌週火曜日0:20～0:50
- 1998年度
  - 本放送　毎週木曜日6:40～7:10
  - 再放送　翌週火曜日0:05～0:35
- 1995～7年度
  - 本放送　毎週木曜日7:20～7:40
  - 再放送　毎週土曜日0:20～0:40
    - 土曜と月曜に前年度の再放送があった
- 1993,4年度
  - 本放送　毎週木曜日7:20～7:40
  - 再放送　毎週金曜日19:10～19:30
    - 土曜に前年度の再放送があった
- 1990～2年度
  - 本放送　毎週木曜日7:20～7:40
  - 再放送　毎週金曜日22:20～22:40
    - 土曜と日曜に1989年度のフランス語講座の再放送があった

## 各年度の内容

### 2007年度
出演
- 講師：杉山利恵子
- アシスタント
  - ミカエル・フェリエ
  - フランツ・オリビエ・ゼヴァルド
  - ジェニファー
- 生徒：尾崎右宗

4年ぶりに生徒を設けることとなった。日本から来た画学生（尾崎）がGalarie Rの住人にフランス語の手ほどきを受ける。
- はじめはミカエルと右宗の会話で始まる。ここですぐに使える簡単な表現を紹介する。
- その後、今週の勉強内容のスケッチを見る。その後、リエコが文法を解説する。ここまでが基本部分である。
- 中級レベルは、リエコ、フランツ、ジェニファーの会話で始まる。内容はスケッチの内容の応用である。
- 文化コーナーに入る前に「リズムにのってフランス語」、「ジェニファーと発音してみよう」というコーナーが入る。

10月から前半は9月までの再放送、後半の文化コーナーは新作で放送する。

### 2006年度
出演
- 講師（局長）:杉山利恵子（明治大学文学部教授）
- 副局長
  - ミカエル・フェリエ（中央大学文学部教授）
- アシスタント
  - フランツ・オリビエ・ゼヴァルド
  - ジェニファー・ジュリアン・イイダ
- パリ・スキット
  - アナンダ
  - ヴァンソン・ジリ（ナレーション）
- 文化コーナー
  - シリル・コピーニ（文化コーナー 音楽）

2006年度も前年度に引き続き、タレント等の生徒を置かずに進行している。
前半15分は、「パリ情報局」と題し、杉山先生を局長、ミカエルを副局長と設定した。
毎回のキーフレーズを学ぶスキット「Sketch」（フランス人ネイティブ4人のほかミカエル特別出演の場合もある）、発音や発音規則などとキーフレーズを元にした練習のコーナーへ進み、パリとその周辺の話題を紹介しながら一歩進んだ表現を学ぶ「アベック・アナンダ（アナンダと共に）」へと向かう。最後にアベック・アナンダで取り上げた話題を掘り下げる「ポーズ・カフェ」がある。5週ある月の場合は、5週目を学んだ内容を振り返る復習の回とし、特別な「Sketch」（ミカエル、フランツ、ジェニファー出演）が放送される。10月からの再放送は、以上のような前期の内容そのままとなっている。
後半の文化コーナー「カナル・キュルチュール」では、第1週がミカエルによる詩の暗唱と解説「暗唱しよう!」、
第2週は「フランス風物詩」、第3週は「音楽情報」、第4週「インタビュー」で構成されている。最後に、「アベック・アナンダ」に登場した人物へのミニインタビューが放送される。
10月以降も新作が続くが、番組の終わり方は前期が「パリ情報局」のセットでの挨拶の後ミニインタビューとなっていたのと違い、後期は文化コーナーのスタジオセットでの挨拶の後ミニインタビューという形もある。
2005年度に出演していたフレデリック・ヴィエノがテーマ曲を担当している（2006年度の文化コーナーに1度ゲスト出演した）。

### 2005年度
出演
- 講師（所長）:國枝孝弘（慶應義塾大学准教授）
- アシスタント（研究員役など）
  - パトリス・ルロワ
  - ケティ・ローラン－ハルネット
  - フレデリック・ヴィエノ
  - メリー・キョウコ・ネゼール（秘書役）

2005年度は、生徒役を設けず、コトバを研究するフランス研究所を設定とし、國枝先生が所長、パトリス、ケティ、フレデリックの3人を研究員と位置づけした。番組は、まずパトリスが一つの母音、子音を取り上げ、発音するコーナーがあり、その後毎回設定されたフレーズを元に、パトリスらが3つのシチュエーションを演じたスキットとその解説が続く。そして中級となるスキットコーナー「リュミエール・デュ・ミディ」で毎月のテーマを設け、南仏の様子を紹介する。スキット内の応用表現や、文化的背景などの解説があった。
文化コーナー「パノラマ・カフェ」は週替わりで、パトリスが一冊の本を紹介し朗読する「パトリスの文学館」や「ケティのフランス事情通」、「フレデリックの音楽の言葉」、主に最終週はインタビューコーナーがあった。「ケティのフランス事情通」では、2005年12月と2006年1月放送分で、1999年度と2006,2007年度番組出演のミカエル・フェリエがレユニオン島についてインタビューを受けている。

### 2004年度
出演
- 講師:國枝孝弘
- アシスタント
  - ジャニック・マーニュ
  - パトリス・ルロワ
  - ドミニク・シャニヨン
  - 浅沼友美
- アパルトマン25出演者
  - ジェシー
  - ロクサーヌ・シャモワン
  - ジョナタン・ルカルパンティエ
  - オレリアン・オブロン
  - スブリーム

### 2003年度
出演
- 講師:國枝孝弘
  - ジャニック・マーニュ
  - パトリス・ルロワ
  - ドミニク・シャニヨン
  - 浅沼友美
  - オードレ・ベルグニュ
- 生徒
  - 池澤春菜
  - Rihito

### 2002年度
出演
- 講師:大木充
  - パトリス・ルロワ
  - ドミニク・シャニヨン
  - 浅沼友美
  - フランソワーズ・ヒロタ
- 生徒
  - 仲根かすみ

### 2001年度
出演
- 講師：大木充
  - パトリス・ルロワ
  - ドミニク・シャニョン
- 生徒：井川遥

### 2000年度
出演
- 講師：大木充
  - パトリス・ルロワ
  - ファビエンヌ・アベール
  - エリック・ヴィエル
- 生徒：浜島直子 イッセー尾形

### 1999年度
出演
- 講師：大木充、中井珠子

### 1998年度
出演
- 講師：大木充

### 1997年度
出演 : ファビエンヌ・アベール
- 講師：中井珠子

### 1996年度
出演
- 講師：中井珠子

### 1995年度
出演
- 講師：清水康子

### 1994年度
出演
- 講師：三浦信孝（前期）
- 講師：大岡信、清水康子（後期）

### 1993年度
出演
- 講師：西永良成

### 1992年度
出演
- 講師：牛場暁夫

### 1991年度
出演
- 講師：牛場暁夫

### 1990年度
出演
- 講師：小林茂

### 1989年度
※1989年度以前の番組名は「フランス語講座」。
出演
- 講師：小林茂（前期）
- 講師：清水康子（後期）

### 1988年度
出演
- 講師：西永良成

### 1987年度
出演
- 講師：西永良成